# 沙蒂永昂巴祖瓦
沙蒂永昂巴祖瓦（法語：Châtillon-en-Bazois，法語發音：[ʃatijɔ̃ ɑ̃ bazwa]），法国中部市镇，位于勃艮第-弗朗什-孔泰大区涅夫勒省，隶属于希农堡（城）区，其市镇面积为19.26平方公里，2022年1月1日时人口数量为835人，在法国城市中排名第10,729位。
沙蒂永昂巴祖瓦位于涅夫勒省中南部，阿龙河畔，是一个区域性的中心市镇，多条公路在此交汇。

## 地名来源

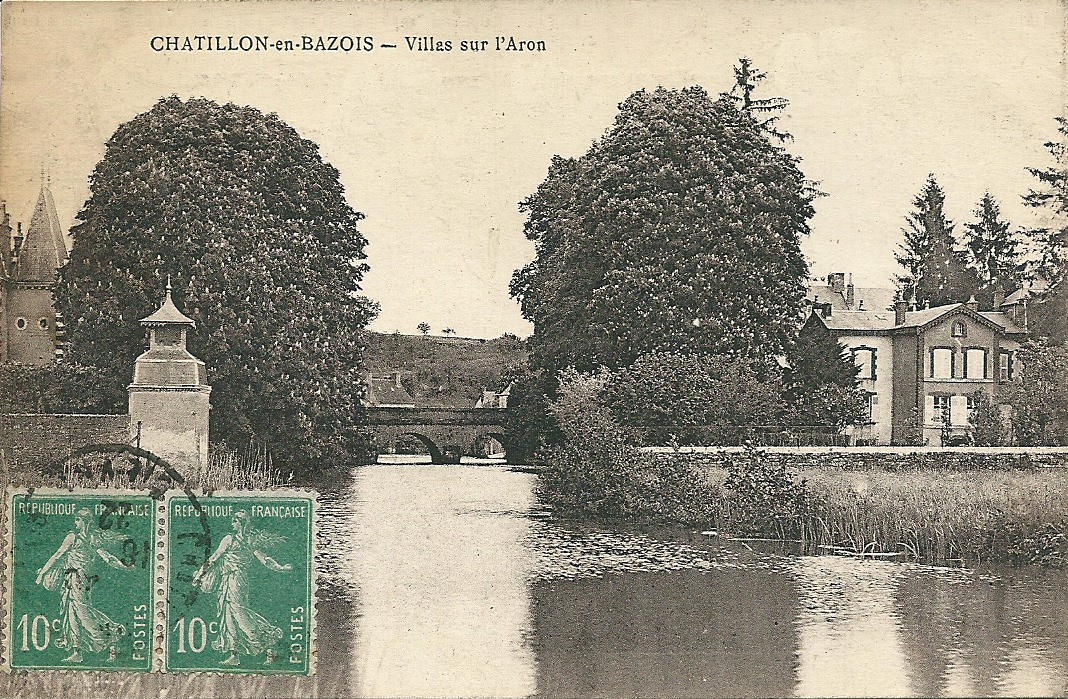
20世纪初的沙蒂永昂巴祖瓦

“Châtillon”一名来源于拉丁语单词“castellum”，意为“带有军事功能的城堡”。“en-Bazois”则自1801年起成为当地官方名称的一部分。
法国大革命期间，当地曾一度被共和党派更名为“Châtillon-sur-Aron”。

## 历史
沙蒂永昂巴祖瓦最初于公元1164年被记载，彼时当地为欧坦圣马丁修道院的一处领地。中世纪中后期，沙蒂永长期为讷韦尔伯国的一部分，当地领主于16世纪在此修建沙蒂永昂巴祖瓦城堡。法国大革命后，沙蒂永成为涅夫勒省的一个市镇。1794年，弗勒奈莱沙蒂永（Frasnay-les-Chatillon）整体并入沙蒂永；1859年，曼戈（Mingot）被撤销，其市镇范围的部分区域被并入沙蒂永昂巴祖瓦。19世纪末起，沙蒂永昂巴祖瓦人口数量逐年减少。

## 地理

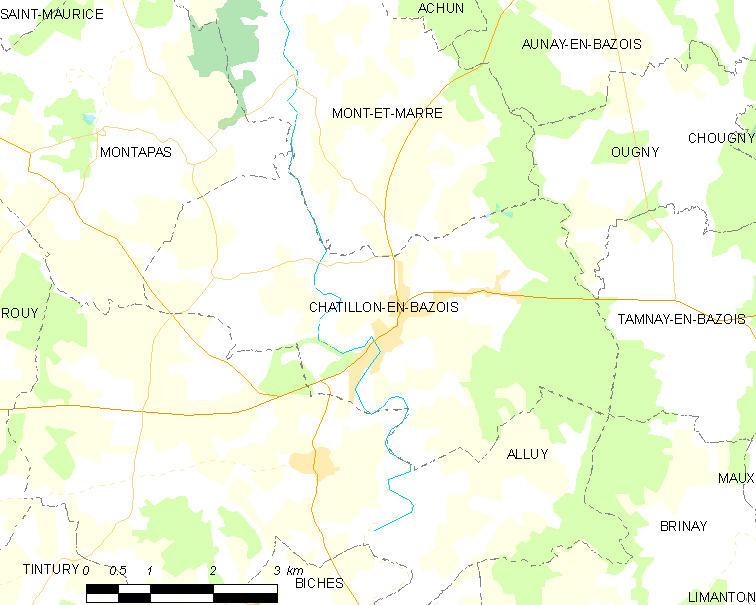
沙蒂永昂巴祖瓦市镇范围地图

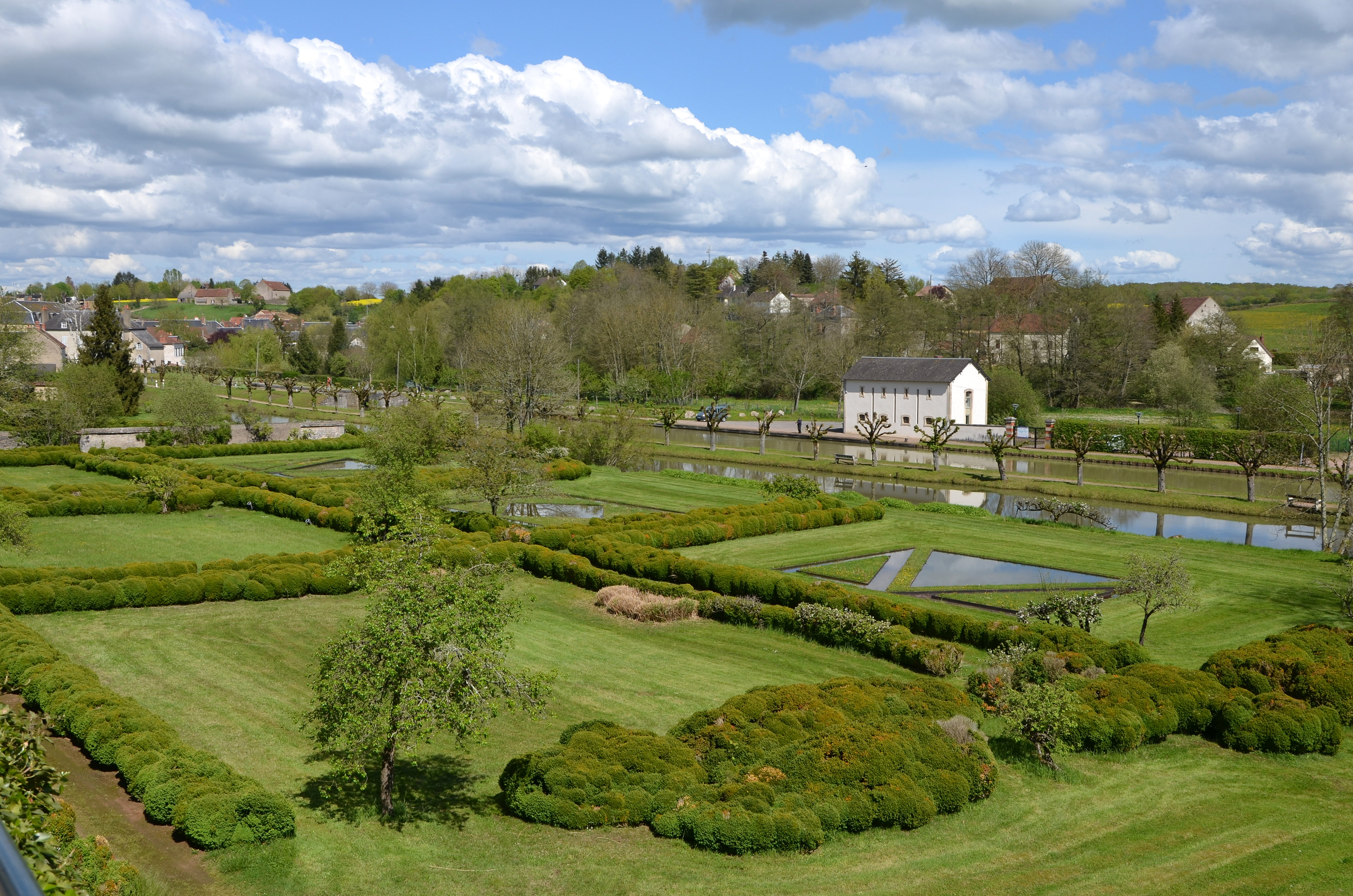
运河附近的花园

沙蒂永昂巴祖瓦位于法国中部，勃艮第-弗朗什-孔泰大区西南部和涅夫勒省中部，距离省会讷韦尔大约42公里。与沙蒂永昂巴祖瓦接壤的市镇包括：蒙和马雷、阿吕、布里奈、蒙塔帕、乌尼、巴祖瓦地区唐奈。

### 地形
沙蒂永昂巴祖瓦位于莫尔旺山西部，其附近区域被称为“巴祖瓦”，境内以缓丘及浅丘为主，市镇中心地势较为平坦，全境海拔在224到282米之间。

### 水文
沙蒂永昂巴祖瓦位于卢瓦尔河流域，阿龙河自北向南蜿蜒流经市区，另有与之平行的尼韦尔奈运河经过沙蒂永昂巴祖瓦市区。

### 植被
沙蒂永昂巴祖瓦属于温带阔叶混交林区，市镇范围东部为代利树林（Bois de Dély）。
在鲜花城市的评比中，沙蒂永昂巴祖瓦暂未被评级。

### 气候
沙蒂永昂巴祖瓦在柯本气候分类法中属于温带海洋性气候，因其距离海岸线相对较远，故当地气候又有一定的大陆性特征。

## 行政区划
沙蒂永昂巴祖瓦的市镇编号为58065，邮政编号为58110。
在行政管理方面，沙蒂永昂巴祖瓦隶属于法国勃艮第-弗朗什-孔泰大区涅夫勒省希农堡（城）区；在地方选举方面，沙蒂永昂巴祖瓦隶属于希农堡县，其市镇范围全境被划入涅夫勒省第二选区；在社会管理方面，沙蒂永昂巴祖瓦是巴祖瓦-卢瓦尔-莫尔旺市镇公共社区的组成部分。
法国国家统计与经济研究所（简称）在进行数据统计时，未将沙蒂永昂巴祖瓦划入任何城市核心区（城市区以及城市辐射区（）内。此外，还将沙蒂永昂巴祖瓦市镇整体看作一个“块区”（IRIS），以便于统计人口分布情况。

## 交通

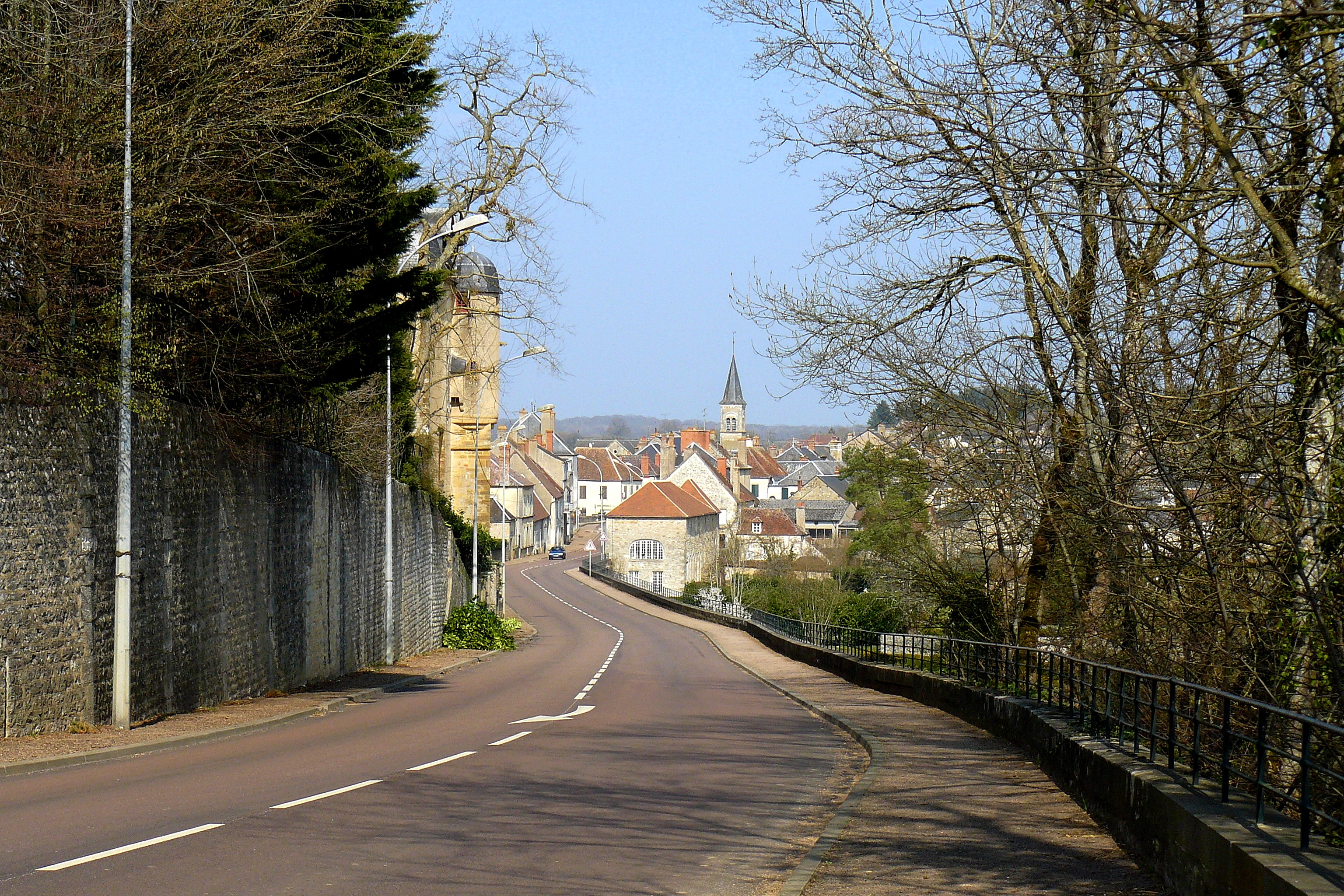
省道D978线

### 公路
涅夫勒省省道D10线、D135线、D160线、D945线、D978线在沙蒂永昂巴祖瓦境内交汇，勃艮第-弗朗什-孔泰大区下属的城际客运提供巴士线路，可前往讷韦尔和希农堡。
2018年，48.5%的沙蒂永昂巴祖瓦家庭拥有至少一辆私人汽车。2018年，沙蒂永昂巴祖瓦境内共发生各类交通事故2起，造成1人遇难，1人受伤。
| 36 | 38 |

| 讷韦尔 | 41 |

| 鲁伊 | 10 |

| 普雷姆里 | 32 |

| 科尔比尼 | 28 |

| 希农堡 | 24 |

| 塞西拉图尔 | 23 |

### 铁路
距离沙蒂永昂巴祖瓦最近的客运铁路车站为25公里外的塞西拉图尔站，该站停靠往返于讷韦尔和第戎一线的区域列车。

### 航空
距离沙蒂永昂巴祖瓦最近的民用航空站为多勒机场，距离沙蒂永昂巴祖瓦市中心的公路里程约162公里。

### 城市公共交通
截至2022年9月，沙蒂永昂巴祖瓦暂无城市公共交通系统。

## 政治
沙蒂永昂巴祖瓦的现任市长为米歇尔·马里先生（Michel MARIE），他是一名无党派人士，在2020年的市政选举中获得了100%的支持率。
在2022年的法国总统大选中，法国第25任总统埃马纽埃尔·马克龙在沙蒂永昂巴祖瓦获得了54.93%的支持率。

## 人口
2019年，沙蒂永昂巴祖瓦市镇人口数量为905，在法国排名第10,729位。其中男性428人，女性477人，75岁及以上人口占14.2%，外籍人口数量为17人，人口密度为47人/平方公里，当地居民被称为（男性）或（女性）。2020年，沙蒂永昂巴祖瓦境内出生4人，死亡人口10人。
| 沙蒂永昂巴祖瓦1901年－2019年人口变化情况 |
|                                          |
| 数据来源：Cassini、INSEE                 |

## 经济
沙蒂永昂巴祖瓦是一个区域性的中心市镇。截止2022年9月，沙蒂永昂巴祖瓦市镇范围内共有各类用人单位（包含自雇）165家，平均历史为22年，其中98.77%为中小型企业（PME），2022年7月至9月间，当地的经济活力指数为0.61%。（小型汽车维修）和（财会）是当地2021年营业额最高的三个企业，分别为1,157,034欧元和997,738欧元。

## 财政与居民收入
2020年，沙蒂永昂巴祖瓦的财政收入总额为1,121,700欧元，财政支出总额为974,660欧元，当年的债务总额为751,480欧元。2021年，沙蒂永昂巴祖瓦市镇共获得322,469欧元的国家财政补助，比上一年增加了2.36%。
2021年，沙蒂永昂巴祖瓦的人均月收入总额为1,691欧元，低于法国平均水平（2,303欧元）。
2018年，沙蒂永昂巴祖瓦境内的青壮年（15至64岁）失业率为16.5%，当地45.3%的家庭拥有纳税资格，平均纳税1,327欧元，低于法国平均水平（3,910欧元）。

## 社会事务

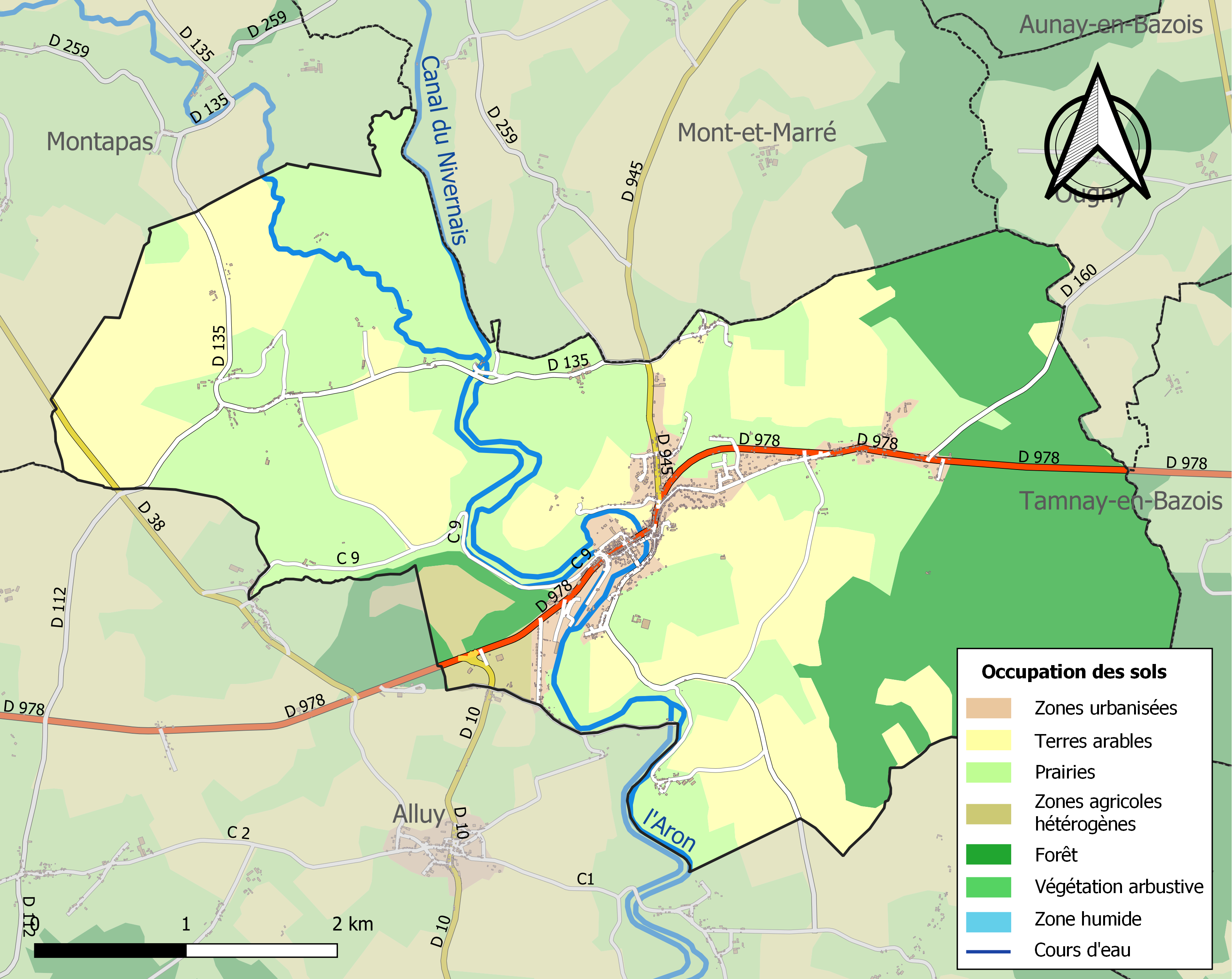
沙蒂永昂巴祖瓦土地利用情况地图

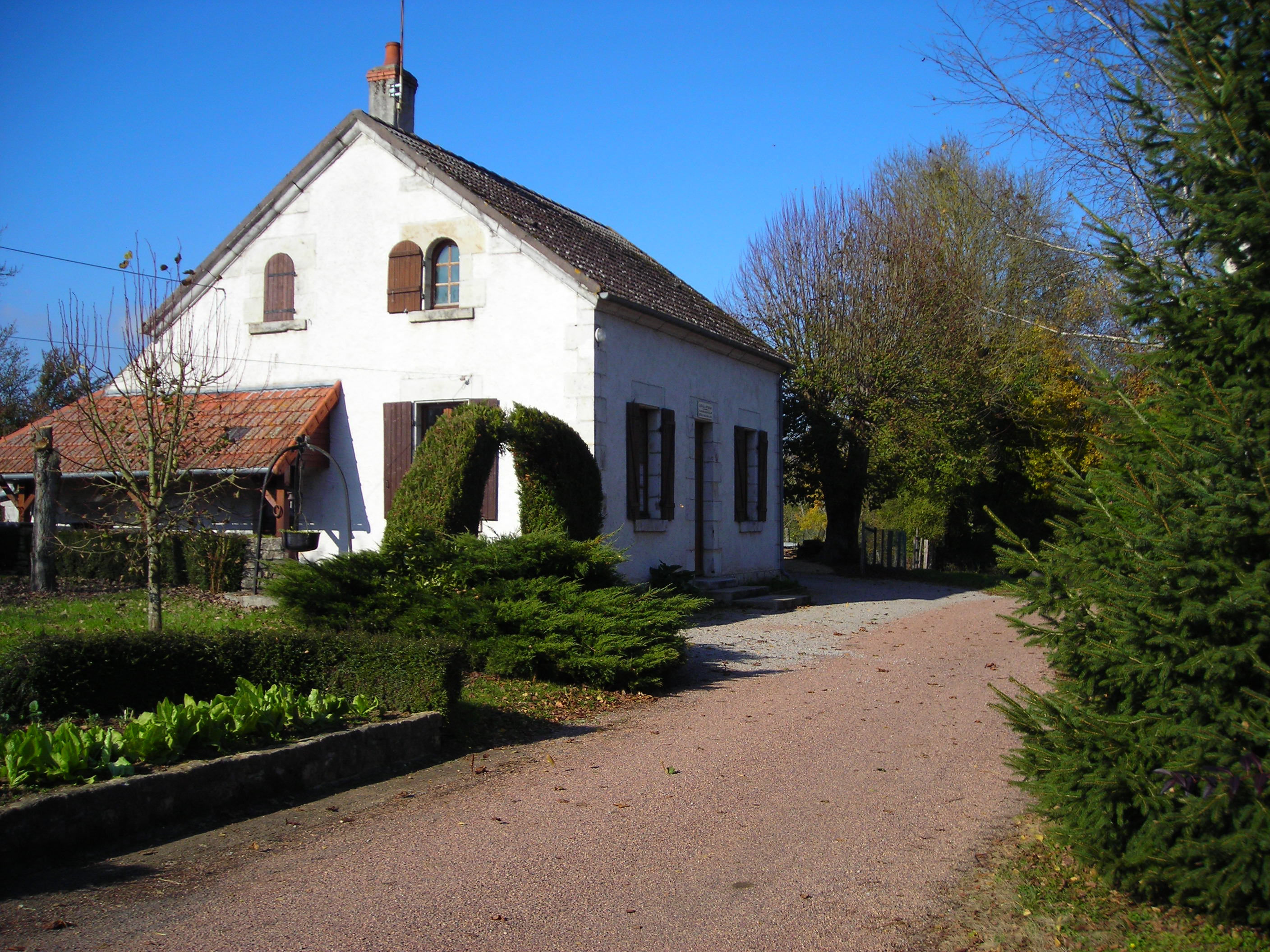
一处民居

### 教育
沙蒂永昂巴祖瓦属于第戎学区。截止2020年1月1日，沙蒂永昂巴祖瓦境内有1所小学。

### 医疗
截止2020年1月1日，沙蒂永昂巴祖瓦境内共有全科医生3名、保健师2名、牙医1名和护士3名。境内共有药房1家。
距离沙蒂永昂巴祖瓦最近的区域性医疗机构为“希农堡中心医院”（Centre Hospitalier de Château-Chinon），其主病区位于希农堡（城），距离沙蒂永昂巴祖瓦市区的正常车程约22分钟，该院设有床位240个，是当地规模最大的公立综合性医院。

### 住房
2018年，沙蒂永昂巴祖瓦境内共有各类住房691套，其中82.5%为独立式居民区，17.1%为集中式居民区。常住房屋占沙蒂永昂巴祖瓦市镇范围内居民建筑总量的61.6%。
在住房保障政策方面，2020年，沙蒂永昂巴祖瓦境内共有65户家庭获得了住房经济补助，受益人数占总人口数量的7.2%，其中59份为房租补助。

### 商业
2019年，沙蒂永昂巴祖瓦境内共有各类实体商铺45家，其中餐厅2家、大型超市1家、杂货店1家、面包房2家、肉铺2家、书店1家、银行门店1家、美容美发店2家、汽车维修店2家。市区西部建有一家B1超市。

### 体育
2020年，沙蒂永昂巴祖瓦境内共有1家游泳池、2处网球场以及2处足球或橄榄球场。
截至2022年9月，沙蒂永昂巴祖瓦境内共有两家注册足球俱乐部。巴祖瓦体育俱乐部（CS du Bazois，编号514521）是当地的代表性足球队，成立于1930年，其主队2022至2023赛季参加涅夫勒省足球联赛丙组（法国第十一级别），其主场为市政球场（Stade Municipal）。

### 环境
沙蒂永昂巴祖瓦的环境事务由其所属的巴祖瓦-卢瓦尔-莫尔旺市镇公共社区联合各级政府协调负责。2019年，沙蒂永昂巴祖瓦境内暂无污染企业。

### 治安
2019年，沙蒂永昂巴祖瓦市镇范围内有1处宪兵队。
沙蒂永昂巴祖瓦及其附近的共121个市镇是希农堡城国家宪兵队（zone gendarmerie de Château-Chinon-Ville）的管辖范围。2020年，该宪兵队累计记录各类案件1,053起，其中盗窃类案件468起，经济类案件212起，毒品交易类案件102起。

## 文化

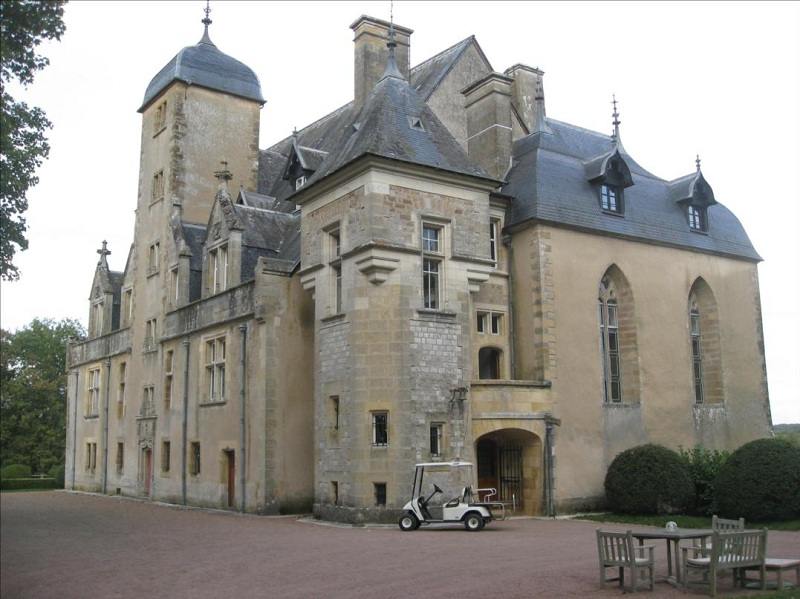
沙蒂永昂巴祖瓦城堡

2020年，沙蒂永昂巴祖瓦境内暂无任何文化设施。沙蒂永昂巴祖瓦市政府提供多媒体中心，每周三、四、六向公众开放。

### 建筑
沙蒂永昂巴祖瓦境内有多处历史建筑，其中沙蒂永昂巴祖瓦城堡为法国国家文物保护单位，也是当地的地标性建筑物。

### 旅游
沙蒂永昂巴祖瓦的旅游事务由其所属的巴祖瓦-卢瓦尔-莫尔旺市镇公共社区负责。2021年，沙蒂永昂巴祖瓦境内暂无任何游客接待设施。

### 媒体
法国主要的媒体均可在沙蒂永昂巴祖瓦接收，法国电视三台下属的勃艮第-弗朗什-孔泰大区频道在部分时段播出沙蒂永昂巴祖瓦所属区域的地方新闻。一号广播、震动广播、《中部日报》等是当地主要的地方性媒体。

## 友好城市
截至2022年9月，沙蒂永昂巴祖瓦共与一座城市互为友好城市关系：
- 德国 圣戈阿尔